# Valerij Charlamov
Valerij Borisovitj Charlamov (ryska: Валерий Борисович Харламов), född 14 januari 1948 i Moskva, död 27 augusti 1981 nära Solnetjnogorsk i Moskva oblast, var en framgångsrik sovjetisk ishockeyspelare. Han omkom i en bilolycka tillsammans med sin hustru.

## Biografi
Valerij Charlamov föddes i Moskva i dåvarande Sovjetunionen och anses vara en av deras största ishockeyspelare genom tiderna. I boken The Big Red Machine beskrivs han som en spelare med enastående skridskoåkning, bländande klubbteknik och en kreativitet som gjorde honom svår att förutse och omöjlig att stänga ned. Hans kombination av fart, balans och mod gjorde honom till en central figur i det sovjetiska landslaget under hela 1970-talet.
Charlamov började spela organiserad hockey som liten och när han var i 20-årsåldern blev han uttagen till det sovjetiska landslaget. År 1971 när han spelade i Sovjetiska mästerskapserien för CSKA Moskva uppmärksammades hans målgörande egenskaper då han för första gången fick utmärkelsen "Bästa målskytt" och valdes in i nationella "All Stars". Följande år fick han även viss internationell uppmärksamhet då han hjälpte landslaget till guldmedaljen under 1972 års olympiska vinterspel. Samma säsong vann han poängligan och blev framröstad till Sovjetunionens mest värdefulla spelare.
Det var emellertid senare under 1972 års Summit Series i Montréal, Kanada, som Valerij Charlamov tillsammans med lagkamraten Vladislav Tretiak erhöll världsstatus. Redan under den första av åtta matcher mot Kanadas främsta ishockeyproffs förvånade den i princip okända Charlamov de kanadensiska fansen och deras stjärntrupp med sin explosiva snabbhet, smidighet och målfarlighet. Han blev framröstad till matchens mest värdefulle spelare genom att själv göra två mål och leda laget till en så oväntad seger att den skakade om hela den professionella nordamerikanska ishockeyn. Charlamov-effekten var så kraftig att den kanadensiska spelaren Bobby Clarke från Philadelphia Flyers, under den sjätte matchen, slog Charlamovs vänstra ankel med sin klubba. Charlamov fortsatte tappert sitt spel i den sjätte matchen men var tvungen att stå över den sjunde och var långt ifrån sin kapacitet under den sista. Vissa observatörer anser att skadan var en avgörande incident som gjorde att Kanada lyckades vända turneringen till sin fördel. Det anses att kanadensarna såg slashing som en nödvändighet för att stoppa honom från att göra så många mål. Han var den mest bestraffade sovjetiska spelaren i serien. Många år senare berättade den assisterande tränaren i Kanadas lag John Ferguson, Sr.: "Jag ropade på Clarke, tittade mot Charlamov och sade, 'Jag tror han behöver ett litet slag på ankeln.' Jag behövde inte tänka två gånger över det. Det var vi mot dem. Och Charlamov dödade oss. Jag menar någon var tvungen att göra det." (Fritt översatt från engelska Wikipedias artikel.)
Valerij Charlamov ligger begravd på Kuntsevskoe-kyrkogården i Moskva.
År 1998 blev Valerij Charlamov postumt invald i International Ice Hockey Federation (IIHF) Hall of Fame. I november 2005 blev han invald i Hockey Hall of Fame. Han har gestaltats av skådespelare i de ryska filmerna Valerij Charlamov – dopolnitelnoe vremja (2007), Chokkejnye igry (2012) och Legenda № 17 (2013).
Asteroiden 10675 Kharlamov är uppkallad efter honom.

## Höjdpunkter i karriären

### Medaljer
- 11 gånger vinnare av Sovjetiska mästerskapen
- 8 gånger VM-guldmedaljör
- 2 gånger OS-guldmedaljör

### Nationella utmärkelser
- Mest värdefulle spelare i den Sovjetiska ligan 1972, 1973
- Sovjetiska ligans All Stars 1971-1976, 1978
- Flest mål i den sovjetiska ligan 1971
- Vinnare av poängligan 1972

### Internationella utmärkelser
- Framröstad som "Bästa Forward" vid 1976 års VM
- IIHF All Star : 1972, 1973, 1975, 1976

## Statistik

### Klubbkarriär
|               |               |               |         | Grundserie | Grundserie | Grundserie | Grundserie | Grundserie |
| Säsong        | Lag           | Liga          | Matcher | Mål        | Assists    | Poäng      | Utv.       |            |
| ------------- | ------------- | ------------- | ------- | ---------- | ---------- | ---------- | ---------- | ---------- |
| 1967–68       | CSKA Moskva   | Sovjet        | 15      | 2          | 3          | 5          | 6          |            |
| 1968–69       | CSKA Moskva   | Sovjet        | 42      | 37         | 12         | 49         | 24         |            |
| 1969–70       | CSKA Moskva   | Sovjet        | 33      | 33         | 10         | 43         | 16         |            |
| 1970–71       | CSKA Moskva   | Sovjet        | 34      | 40         | 12         | 52         | 18         |            |
| 1971–72       | CSKA Moskva   | Sovjet        | 31      | 24         | 16         | 40         | 22         |            |
| 1972–73       | CSKA Moskva   | Sovjet        | 27      | 19         | 13         | 32         | 22         |            |
| 1973–74       | CSKA Moskva   | Sovjet        | 26      | 20         | 10         | 30         | 28         |            |
| 1974–75       | CSKA Moskva   | Sovjet        | 31      | 15         | 24         | 39         | 35         |            |
| 1975–76       | CSKA Moskva   | Sovjet        | 34      | 18         | 18         | 36         | 6          |            |
| 1976–77       | CSKA Moskva   | Sovjet        | 21      | 18         | 8          | 26         | 16         |            |
| 1977–78       | CSKA Moskva   | Sovjet        | 29      | 18         | 24         | 42         | 35         |            |
| 1978–79       | CSKA Moskva   | Sovjet        | 41      | 22         | 26         | 48         | 36         |            |
| 1979–80       | CSKA Moskva   | Sovjet        | 41      | 16         | 22         | 38         | 40         |            |
| 1980–81       | CSKA Moskva   | Sovjet        | 30      | 9          | 16         | 25         | 14         |            |
| Sovjet totalt | Sovjet totalt | Sovjet totalt | 438     | 293        | 214        | 507        | 318        |            |